# ドンナ・クリステンセン
ドンナ・マリー・クリスティアン=クリステンセン(英語: Donna Marie Christian-Christensen, 1945年9月19日 - )は、アメリカ領ヴァージン諸島の医師、政治家。旧姓はグリーン(Green)。アメリカ合衆国下院代議員(通算9期)。

## 経歴・人物
1945年、クリステンセンはニュージャージー州モンマス郡ティアネックで生まれた。父のアルメリックはバージン諸島連邦地方裁判所で判事を務めていた。
1966年、インディアナ州ノートルダムのセントメアリー大学で理学士号を取得。1970年、ジョージ・ワシントン大学医学部を卒業し、医学博士号を取得した。
ハワード大学医療センターで家庭医学の研修を修了した後、1975年からヴァージン諸島で救急治療室の医師として働いていた。1987年にセントクロア病院の医療ディレクターを務めた。1988年から1995年まで、ヴァージン諸島保健局で勤務。局長補佐や局長代理といった要職を歴任した。

## アメリカ下院議員
1996年、クリステンセン（当時は旧姓のグリーン）はアメリカ下院議員選挙に民主党から立候補した。対立候補には無所属で現職のヴィクター・O・フレイザー、のちにヴァージン諸島知事となる共和党のケネス・マップがいた。現職のフレイザーが7,202票、クリステンセンが4,162票、マップが3,973票をそれぞれ獲得し、クリステンセンは1位と3,000票近い票差がありながらも、2位につけて決選投票に進んだ。決選投票では12,869票を取得して当選。フレイザーは11,913票に止まった。クリステンセンは女性医師初の下院議員となり、オフショア地域及びアメリカ領ヴァージン諸島を代表する初の女性下院議員となった。
2012年、DC・チャーター・ヘルス・プランの会長ジェフリー・トンプソンとその関係者から、クリステンセンは少なくとも37,000ドルの多額の寄付金を受け取っていたことが発覚した。さらに、クリステンセンが寄付を受け取った後、トンプソンの経営する企業がヴァージン諸島で630万ドルもの政府契約を結んでいたこともわかった。
2014年、クリステンセンは下院議員に立候補せず、アメリカ領ヴァージン諸島知事選に出馬したが、ケネス・マップに敗れた。

## 栄典
2009年3月23日、カッター船リーフシャーク号の就役式がプエルトリコのサンフアンで行われ、クリステンセンがシップスポンサーに就任した。